# Ваималау
Ваималау (уолл. Vaimalau) — деревня в районе Муа в королевстве Увеа на Уоллис и Футуна.

## География
Ваималау находится на юге района Муа на севере острова Увеа. В деревне есть церковь под названием Chapelle Lausikula.
На севере от Ваималау находится озеро под названием Лалолало.

## Население
Население деревни Ваималау:
| Год  | Численность | Численность |
| ---- | ----------- | ----------- |
| 2013 | 382         |             |
| 2018 | 371         |             |